# Polesie Rowskie
Polesie Rowskie – część wsi Wola Rowska w Polsce, położona w województwie mazowieckim, w powiecie garwolińskim, w gminie Łaskarzew
W latach 1975–1998 Polesie Rowskie należało administracyjnie do województwa siedleckiego.